# 틴 타이탄스: 유다의 계약
《틴 타이탄스: 유다의 계약》(영어: Teen Titans: The Judas Contract)는 2017년 공개된 틴 타이탄 애니메이션 영화이다. 샘 류 감독이 연출하고 J. M. 디머테이스, 어니 올트배커가 각본을 썼다.

## 출연진
- 스튜어트 앨런 - 데미언 웨인 / 로빈
- 테이사 파미가 - 레이븐
- 브랜던 수 후 - 가필드 로건 / 비스트보이
- 제이크 T. 오스틴 - 하이메 레예스 / 블루 비틀
- 카리 월그렌 - 코리안더 / 스타파이어
- 숀 마허 - 딕 그레이슨 / 나이트윙
- 크리스티나 리치 - 타라 마르코프 / 테라
- 미겔 페러 - 슬레이드 윌슨 / 데스스트로크
- 그레그 헨리 - 서배스천 블러드 / 브라더 블러드
- 멕 포스터 - 마더 메이헴
- 마리아 카날스바레라 - 비앙카 레예스
- 크리스핀 프리먼 - 로이 하퍼 / 스피디
- 마사사 모요 - 캐런 비처 / 범블비
- 케빈 스미스 - 본인
- 제이슨 스피색 - 월리 웨스트 / 키드 플래시, 브라이스 피터슨
- 데이비드 제이어스 - 알베르토 레예스
- 데이비드 케이

미겔 페러는 이 작품 녹음 후 암으로 사망하여, 그의 유작이 되었다.